# Floberga
Floberga är en gård i Harbo socken i Heby kommun.
Floberga har sitt ursprung i byn Berga, numera belägen på en tidigare utjord på byns ägor. Berga omtalas första gången i markgäldsförteckningen 1312 med en skattskyldig (in Bergum). Eftersom frälsehemman inte finns med i markgäldsförteckningen är det möjligt att det är Flobergahemmanet som är det omtalade. 1426 erhöll Kristina Larsdotter 4 örtugland jord i Berga av sin man Arent Larsson (björnlår) med annan jord i stället för de morgongåvor han tidigare gett henne i andra socknar. 1528 upptas ett hemman i Berga i Sten Stures jordebok och ärvs då tillsammans med övriga gårdar under Viby säteri av Svante Sture. I den äldsta jordeboken från 1541 upptas Berga som ett frälsehemman och en kyrkoutjord. Därtill upptas en skatteutjord om 2 öresland och 2 örtugland i "Solberga". Uppenbarligen är det en felskrivning, i följande jordeböcker kallas den Floberga. Från 1549 redovisas Floberga i stället som skattehemman, men redan 1547 fanns här enligt saköreslängden en bonde. Gården i Floberga låg dock direkt bredvid gården Berga, och i många handlingar kallas både Floberga och Berga för Berga. 1687 fanns fyra gårdar i Floberga och Berga, 1821 två hushåll i Floberga och ett i Berga. 1877 fanns en gård i Floberga och en gård i Berga. Detta år skedde ägobyten med anledning av laga skifte, som gjorde att Berga fick alla sina ägor utlagda till utägorna Rönningen, Myran och Årsfallet. I samband med det flyttades också Berga gård ut till ett nytt läge på utägorna. Under en tid kallades det nya gårdsläget Myrberga eftersom det var beläget på byns utjord Myran, men den fick snart namnet Berga. Floberga blev kvar på den gamla gårdstomten. 1940 bodde enligt mantalslängden 11 personer i Floberga och 12 personer i Berga. 1981 bodde 9 personer i Floberga och 7 personer i Berga.
Berga hade tidigare andel i Risängsvallens fäbodar, men senare har fäboddrift bedrivits vid Valsön på byns ägor, där den pågick fram till 1920-talet. En stuga finns ännu bevarad på platsen. Torp har funnits vid Blåsbo och Ängsholmen på byns marker.